# Élections législatives tibétaines de 1988
Les Élections législatives tibétaines de 1988 furent les dixièmes élections du Parlement tibétain en exil et de la démocratie tibétaine.
La 10e Assemblée tibétaine, élue le 2 septembre 1988, qui siégea jusqu'au 11 mai 1990, compte 12 membres.

## Liste des parlementaires de la10eAssemblée tibétaine
| Nombre (et position) | Membre                                                                        | Corps électoral ou tradition |
| -------------------- | ----------------------------------------------------------------------------- | ---------------------------- |
| 1                    | Lha-gyari Trichen Namgyal Gyatso                                              | nommé                        |
| 2 Président          | Nubpa Choedak Gyatso                                                          | nyingmapa                    |
| 3 Vice-président     | Dhoe Nyen Serga                                                               | Kham (Dhotoe)                |
| 4                    | Pema Jungney                                                                  | sakyapa                      |
| 5                    | Lodoe Tharchin                                                                | kagyupa                      |
| 6                    | Gomang Tenpa                                                                  | gelugpa                      |
| 7                    | Jadur Sonam Sangpo                                                            | bön                          |
| 8                    | Ngawang Gelek                                                                 | Ü-Tsang                      |
| 9                    | Tsering Dhondub                                                               |                              |
| 10                   | Tridupon Chime Namgyal (vice-président après la démission de Dhoe Nyen Serga) | Kham (Dhotoe)                |
| 11                   | Kalden,                                                                       | Amdo (Dhomey)                |
| 12                   | Ladrang Soepa Gyatso                                                          |                              |